# Ija (mjesec)
Ija (ili Iona, engl i lat. Io) je satelit Jupitera. Kruži oko Jupitera na udaljenosti od 422 000 km. Ijin polumjer iznosi 1815 km (malo veći od Mjesečeva), a masa 8.93 × 1022 kg.
Ime je dobila po djevojci iz grčke mitologije (vidi Ija).

## Fizička svojstva
Ija, kao i Europa, za razliku od ostalih planetnih satelita, ima fizička svojstva donekle slična terestričkim planetima (Merkur, Venera, Zemlja, Mars), što znači da je građen uglavnom od otopljenih silikata.
Podatci s letjelice Galileo upućuju na postojanje željezne jezgre (s primjesama željeznog sulfida) promjera najmanje 900 km okružene plaštom od djelomično otopljenog stijenja te korom, što ga čini najgušćim od galilejanskih satelita.
Za razliku od ostalih galilejanskih satelita na Iji gotovo nema vode. Smatra se da je to posljedica velikih temperatura na Jupiteru u ranim stupnjevima razvoja Sunčeva sustava. Temperatura površine u prosjeku iznosi oko 130 K, dok najtoplije točke na Iji mogu dosegnuti i 2000 K. Iako mu je promjer manji od trećine Zemljinog, Io stvara dvostruko više topline.
Ija ima slabašnu atmosferu sastavljenu od sumporovog dioksida i drugih plinova. Posjeduje i ionosferu koja se znatno mijenja s promjenama vulkanske aktivnosti.

### Reljef
Pored vulkanskih kaldera visokih i do 17 km, Ija ima vrlo raznovrsnu površinu. Na fotografijama su prepoznati usjeci dubine do nekoliko kilometara, jezera otopljenog sumpora, ne-vulkanske planine, kilometarski tokovi slabo viskoznog materijala te vulkanska grotla. Spojevi sumpora odgovorni su za Iovu raznobojnu površinu na kojoj prevladavaju crvena, narančasta, žuta, zelena i bijela boja.
Planine koje dosežu i do 10 km visine nalaze se uglavnom u polarnim područjima iako ih se može naći i bliže ekvatoru.
Na Iji nije uočen ni jedan udarni krater, prvenstveno zbog vulkana koji ih neprestano zatrpavaju.

### Vulkanizam
Ija je geološki najaktivnije tijelo u Sunčevu sustavu i njezina je površina bitno drukčija od bilo čega viđenog kod ostalih tijela. Letjelica Voyager 1 na Iji nije našla, kako se očekivalo, mnoštvo kratera, nego površinu prekrivenu vulkanskim kalderama. Neki su vulkani još uvijek aktivni, te stalno mijenjaju Ijinu površinu, zbog čega je gotovo nemoguće pronaći tragove kratera. Ija ima najmlađu površinu u Sunčevu sustavu, a vrijeme potrebno da se cijela površina potpuno promijeni procjenjuje se na milijun godina. Promjene površine mogu se uočiti i usporedbom fotografija snimljenih u razmaku od samo nekoliko godina. Između prolazaka Voyagera 1 i 2 (samo 4 mjeseca razlike), neki su vulkani prestali izbacivati lavu, a drugi su postali aktivni.
Vulkani izbacuju dim i prašinu u svemir. Čini se da je izbačeni materijal po svom sastavu sumpor ili sumporov dioksid. Neka novija temperaturna mjerenja izvedena zemaljskim infracrvenim teleskopima daju naslutiti da je lava na Iji zapravo rastopljeno silikatno stijenje, a analiza infracrvenih fotografija teleskopa Hubble upućuje na veliki postotak natrija. Na fotografijama koje su poslali "Voyager 1", "Voyager 2" i "Galileo", mogu se vidjeti i do 300 km visoki stupovi dima.
U srpnju 1994. letjelica "Galileo" oktrila je tokove prašine koji potječu s Ije. Pretpostavlja se da su izvor ove prašine Ijini vulkani. Izbačene čestice prašine se naelektriziraju, nakon čega dođu pod utjecaj Jupiterovog magnetskog polja koje ih izbacuje u svemir brzinama od 50 do 100 km/s, dovoljno za odlazak iz Sunčevog sustava.
Za vulkanizam na Iji odgovorne su plimne sile Jupitera te susjednih satelita Europe i (nešto manje) Ganimeda. Jupiterovo jako gravitacijsko polje rasteže Iju stvarajući plimu i oseku. Iako se plimna izbočina (zbog sinkrone rotacije) uvijek nalazi na istom mjestu, Europa i Ganimed svojim prolaskom pokraj Ije značajno mijenjaju njezinu putanju koja je zbog toga nepravilno eliptična. Zbog ovih velikih promjena udaljenosti Ije od Jupitera, znatno se mijenja i intenzitet plimnih sila, zbog čega se plimna izbočina smanjuje i povećava. Visina Ijine površine može mjestimično varirati i do 100 m. Trenje uzrokovano stalnim stezanjem i rastezanjem Ije neprestano topi njegovu unutrašnjost i održava vulkane aktivnima.

### Magnetsko polje
Ijina orbita se nalazi unutar magnetskog polja Jupitera, što uzrokuje induciranje električnih struja unutar Ije. Inducirana snaga je mala u usporedbi s onom koja se oslobađa zbog plimnih sila, ali ipak može doseći 1 bilijun (1012) W.
Magnetsko polje Jupitera podiže materijal s Ije (uglavnom sumpor i kisik), koji tvori torus oko Jupitera. Čestice koje bježe iz Ijina torusa dijelom su odgovorne za neobično veliku jupiterovu magnetosferu, te pojavu polarne svjetlosti na Jupiteru. Ijino gibanje unutar Jupiterova magnetskog polja, uzrokuje i jake električne struje između Jupitera i Ije, što ponekad uzrokuje jake radio-bljeskove koji se mogu zamijetiti i na Zemlji.
Noviji podatci s letjelice "Galileo" govore u prilog postojanju Ijina vlastita magnetskog polja, kao što ga ima još jedan galilejanski satelit - Ganimed.

## Povijest istraživanja
Galileo Galilej je 1610. godine prvi uperio teleskop prema Jupiteru te otkrio 4 Jupiterova satelita (Ija, Europa, Ganimed i Kalista), koji se po njemu zovu galilejanski. To je bio dokaz Kopernikove heliocentrične teorije jer se dokazalo da se ne vrti sve oko Zemlje.
Pet je letjelica poslalo na Zemlju fotografije ovog satelita: Pioneer 11, Voyager 1 i Voyager 2, Galileo) i New Horizons. Otkriće vulkanizma na Iji se smatra najvećim dostignućem misija Voyager, jer se potvrdilo da i drugi terestrički planeti i sateliti imaju vruću unutrašnjost.

## Vanjske poveznice
- Astronomska sekcija Fizikalnog društva Split - Io  Arhivirana inačica izvorne stranice od 25. listopada 2004. (Wayback Machine)